# Göran Marklund
Göran Mattias Marklund (* 2. Oktober 1975 in Stockholm) ist ein schwedischer Fußballspieler. Der Stürmer bestritt seine bisherige Karriere in Schweden und Schottland.

## Werdegang
Marklund entstammt der Jugend der Spånga IS, wo sein Vater, der vormalige Erstligaspieler Claes Marklund, Anfang der 1980er aktiv war. Vor Beginn der Spielzeit 1996 schloss er sich dem seinerzeitigen Zweitligisten Vasalunds IF an, ehe er im Sommer 1997 den Klub in Richtung Schottland verließ. Unter Trainer Tommy McLean war Dundee United mit den skandinavischen Spielern Lars Zetterlund, Kjell Olofsson und Erik Pedersen erfolgreich gewesen, so dass der Klub Marklund, Magnus Sköldmark und Sigurður Jónsson unter Vertrag nahm. Nachdem der für 100.000 GBP gewechselte Stürmer aufgrund des Wehrdienstes verspätet zur Mannschaft gestoßen und in einigen Reservemannschaftsspielen eingesetzt worden war, stand er Ende September beim Duell mit Celtic Glasgow erstmals im Kader. Der Auslandsaufenthalt war jedoch nicht von Erfolg begleitet, da er sich in der Scottish Premier League nicht durchsetzen konnte. Daher kehrte er zum mittlerweile drittklassig antretenden Vasalunds IF zurück.
Anfang 2000 wechselte Marklund zum FC Café Opera in die Superettan. Als regelmäßiger Torschütze führte er die Mannschaft um Niklas Sandberg, Mattias Moström und Daniel Arnefjord in die obere Tabellenhälfte. In der Spielzeit 2003 krönte er sich mit 23 Saisontoren zum Torschützenkönig der zweithöchsten schwedischen Spielklasse und weckte damit höherklassig Begehrlichkeiten. Schließlich unterschrieb er im November des Jahres einen Zwei-Jahres-Kontrakt beim Ortsrivalen AIK. Verletzungsbedingt kam er in seiner ersten Spielzeit nur zu sieben Saisoneinsätzen, in denen er ohne Torerfolg blieb. Nach dem Abstieg aus der Allsvenskan trug er mit zwei Saisontoren in 14 Spielen zum direkten Wiederaufstieg der Mannschaft um Daniel Tjernström, Daniel Örlund, Mats Rubarth und Derek Boateng in die erste Liga bei.
Nach Ablauf seines Vertrages verließ Marklund AIK und schloss sich dem Zweitligisten Assyriska Föreningen an. Mit seinem neuen Verein stieg er in die dritte Liga ab, schaffte aber mit der Mannschaft den direkten Wiederaufstieg. Obwohl immer wieder von Verletzungen gebremst, gehörte er regelmäßig zu den besten Torschützen des Klubs. Nach Ende der Zweitliga-Spielzeit 2009, in der die Mannschaft erst in den Relegationsspielen gegen Djurgårdens IF nach Verlängerung den Aufstieg in die Allsvenskan verpasst hatte, rückte er zum spielenden Assistenztrainer von Rikard Norling auf. Nach dessen Abgang zu Malmö FF übernahm er im Frühsommer 2011 interimsweise die Mannschaft, Anfang August verpflichtete der Klub den Iren Patrick Walker als neuen Cheftrainer.